# All American Boy
All American Boy es el álbum de estudio debut en solitario del músico estadounidense Rick Derringer. Fue publicado en octubre de 1973 a través de Blue Sky Records. Coproducido por Bill Szymczyk, All American Boy se grabó en los estudios Caribou Ranch, en Nederland, Colorado, y en The Hit Factory, en la ciudad de Nueva York.

## Recepción de la crítica
Un escritor no especificado de la revista Record World comentó: «El primer lanzamiento de Blue Sky Records debería disparar muchas balas, ya que Rick Derringer ha reunido un conjunto de música ecléctico que destaca su trabajo relámpago con la guitarra junto con la excelente interpretación de David Bromberg, Joe Walsh y Edgar Winter». Un escritor no especificado de la revista Billboard describió el álbum como «rock'n'roll conmovedor y antiguo de los años 1950».
Un escritor no especificado de la revista Cash Box declaró: «Es genial ver a este talento veterano tener la oportunidad de demostrar lo que puede hacer por sí solo, y si alguna vez tuviste alguna duda, este LP debut en solitario debería poner el talento de Rick en la perspectiva adecuada. Rick, siempre uno de los mejores guitarristas solistas del rock'n'roll, también toca el bajo y canta en su último álbum, que está cargado de excelente material, desde su clásico «Rock and Roll Hoochie Koo», «Uncomplicated», «Teenage Queen», «Slide On Over Slinky» y «Time Warp», hasta las encantadoras «Cheap Tequila» y «Hold», una bonita canción escrita en coautoría por Patti Smith. Si te gusta bailar o simplemente escuchar, el LP de Rick te mantendrá al tanto de principio a fin. Un gran disco».

## Lista de canciones
Todas las canciones escritas y compuestas por Rick Derringer, excepto donde esta anotado. 
| Lado uno |                                 |          |  |
| N.º      | Título                          | Duración |  |
| 1.       | «Rock and Roll, Hoochie Koo»    | 3:42     |  |
| 2.       | «Joy Ride»                      | 1:50     |  |
| 3.       | «Teenage Queen»                 | 3:32     |  |
| 4.       | «Cheap Tequila»                 | 2:44     |  |
| 5.       | «Uncomplicated»                 | 3:41     |  |
| 6.       | «Hold» (Derringer, Patti Smith) | 3:13     |  |

| Lado dos |                                                |          |  |
| N.º      | Título                                         | Duración |  |
| 1.       | «The Airport Giveth (The Airport Taketh Away)» | 2:50     |  |
| 2.       | «Teenage Love Affair»                          | 3:19     |  |
| 3.       | «It's Raining»                                 | 2:03     |  |
| 4.       | «Time Warp»                                    | 2:56     |  |
| 5.       | «Slide on Over Slinky»                         | 4:21     |  |
| 6.       | «Jump, Jump, Jump»                             | 6:02     |  |

## Posicionamiento

### Gráfica semanal
| Gráfica (1974)                            | Pico de posición |
| ----------------------------------------- | ---------------- |
| Australia (Kent Music Report)             | 38               |
| Canadá (RPM Top Albums)                   | 22               |
| Estados Unidos (Billboard Top LPs & Tape) | 25               |
| Estados Unidos (Cash Box Top 100 Albums)  | 23               |

### Gráfica de fin de año
| Gráfica (1974)                            | Pico de posición |
| ----------------------------------------- | ---------------- |
| Estados Unidos (Billboard Top LPs & Tape) | 81               |